# Байрами, Джелал
Джелал Байрами (макед. Џелал Бајрами; род. 17 ноября 1973, Куманово, Македония, СФРЮ) — македонский государственный деятель, министр труда и социальной политики Республики Македония.
В 2002 году окончил юридический факультет Государственного университета в Тетово.
С 2002 по 2005 год был стажёром в суде первой инстанции в Куманово. Затем с 2005 по 2006 год — профессор в Высшей школе экономики «Перо Наков» в Куманово. В 2006—2007 годах — менеджер «Македония Пат» в Скопье. С января по июль 2008 года работал адвокатом.
26 июля 2008 года назначен министром труда и социальной политики Республики Македонии.
Владеет албанским, македонским, сербским, хорватским и английским языками.
Джелал Байрами женат.